# 로드니 히스

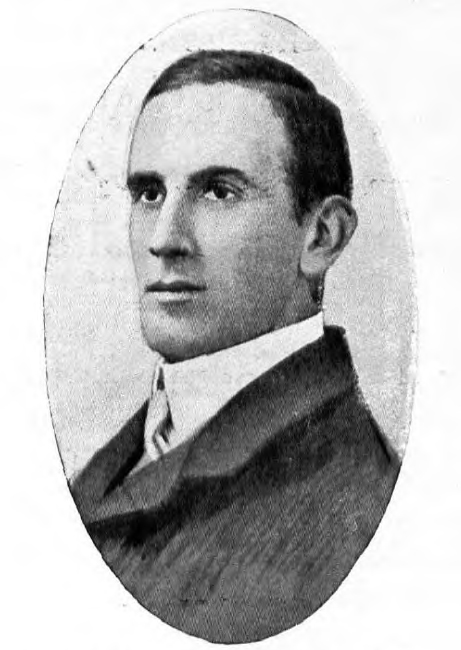
로드니 히스

로드니 히스(Rodney Heath, 1884년 6월 15일 ~ 1936년 10월 26일)는 오스트레일리아의 테니스 선수이다.

## 생애
히스는 F. W. 히스의 차남으로 빅토리아 레이싱 클럽과 빅토리아 아마추어 잔디 클럽의 공식적인 시간 기록원이었다. 로드니 히스의 동생인 C. V. 히스는 1902년 남호주 남자 단식 우승을 차지하였다. 그러다가 히스는 1915년 6월 오스트레일리아를 떠나 영국의 영국 육군항공대에 입대하게 되었고, 입대한 지 2년 후인 1917년에는 소령으로 승진하게 된 바 있었다. 그리고 히스는 1916년 영국에서 프랑스로 가던 도중 눈보라를 뚫고 비행기를 추락시켜 버리는 바람에 결국 부상을 입었다.

## 죽음
53번째의 생일을 9개월 앞둔 히스는 1936년 10월 26일, 오스트레일리아 멜버른에 있었던 여동생 집에 머물렀을 당시 이미 숨을 거둔 뒤였다. 사망의 원인은 뱃속에 있는 흑색종을 이유로 숨을 거둔 것으로 보이게 된다.